# 寺本婉雅
寺本 婉雅（てらもと えんが、1872年4月28日〈明治5年3月21日〉 - 1940年〈昭和15年〉12月19日）は、日本の仏教学者。愛知県海東郡出身で、能海寛とともに日本人として初めてチベットに入り、3番目にラサに入った東本願寺の僧である。北京でチベット大蔵経を入手し、日本に送った。ダライ・ラマ13世より「トゥプテンゾパ」のチベット名を授かっている。

## 経歴
チベット行は1899年7月8日に能海寛とともに護衛を従えてダルツェンドを出発したことに始まる。この際、旅行許可証である「護照」を取得していた。7月20日に中国(清朝)とチベットの最前線であるリタンに到着し、8月3日に出発した。8月11日にパタンに到着し、役人にチベット入りについて協力を請うたところ承諾されたが、グルカによって寺本と能海が「西洋人である」と喧伝されたことでチベット入りを断念することとなる。パタンには50日滞在し、10月1日に出発。リタンを経由して10月22日にダルツェンドに戻った。ラサまでは到達できなかったものの、パタンはダライ・ラマの直轄地であったことからこれをもって日本人初のチベット到達が達成された。
1900年4月に日本に帰国すると、中国では義和団の乱が勃発し、政府の命令によって8月19日に通訳として北京を訪れた。醇親王、慶親王、粛親王、李鴻章など清朝皇室とも交流があった寺本は、雍和宮をロシアから解放し、日本軍の管理下に置くことを画策するなどし、仏教寺院とラマ僧を救ったとされ、清朝に大きく評価された。12月に荒らされた寺院でチベット大蔵経を入手すると、慶親王の計らいによって日本に持ち帰ることに成功し、日本の宮中(のちに東京大学図書館に移管)、大谷大学にそれぞれ寄贈された。
1901年7月には「チベット行」という見返りを狙って雍和宮貫主のアキャ・フトクら8名の来日に尽力したが、結局「懐柔」したはずのダライ・ラマからの協力を得られずに、1903年2月から2年間クンブム・チャンパーリン寺でチベット語とモンゴル語を学び、1905年5月にラサ入りを果たす。1906年11月22日にダライ・ラマ13世に謁見し、東本願寺法主大谷光瑩の書簡と日露戦争の画帖などを献呈した。その際に、親ロシア派に傾いたダライラマに対して「東洋黄人種」(日本・清など)同士でチベットの将来を考えるべきであると述べた。その後、1908年5月に五台山で再度謁見、8月2日に大谷尊由などとともにダライ・ラマと会見をした。

## 略歴
- 1899年 - 能海寛とともにバタンに入るがここから先に進めずに引き返す。
- 1904年 - ラサに到達。
- 1908年 - ロックヒル、大谷尊由と共に五台山にてダライ・ラマ13世と会見。
- 1915年 - 真宗大谷大学教授に就任。

## 著作

### 単著
- 『于闐国史』丁字屋書店、1921年6月。 NCID BN10209538。全国書誌番号:53011236。
- 『西蔵語文法』内外出版、1922年10月。 NCID BN15235273。全国書誌番号:43011514。
  - 『西蔵語文法』（訂補再版）内外出版印刷、1922年10月。 NCID BN11198685。全国書誌番号:47006994。
  - 『西蔵語文法』（改訂増補版）内外出版印刷、1940年10月。 NCID BN06811307。全国書誌番号:46064117。
- 『新竜樹伝の研究』中外出版、1926年3月。 NCID BN15391825。全国書誌番号:43048215。
- 『求道と女性』城端仏教求道会、1929年4月。 NCID BA66239622。全国書誌番号:46083070。
- 『愛児はいづこへ 生命の泉』城端仏教求道会、1933年12月。 NCID BA90656295。全国書誌番号:44057307。
- 『生命原理 日本哲学』城端仏教求道会、1933年10月。全国書誌番号:44060658 全国書誌番号:90090100。
- 『行の中道実践哲学 根本仏教縁起観』黙働社〈西蔵伝仏典訳註仏教研究 第4輯〉、1935年1月。 NCID BA46973787。全国書誌番号:47007238。
  - 『行の中道実践哲学 根本仏教縁起観』（復刻版）国書刊行会〈西蔵伝仏典訳註仏教研究 第4輯〉、1981年4月。 NCID BN12950760。全国書誌番号:81029057。
- 『黙働聖典』黙働社、1935年9月。全国書誌番号:46034570。
- 『皇道と仏道』默働社、1936年4月。 NCID BN14582792。全国書誌番号:46052302。
  - 『皇道と仏道』（補再版）默働社、1940年10月。 NCID BA36303992。全国書誌番号:46052303。
- 『独習実用 西蔵文典』黙働社〈西蔵伝聖典訳註仏教研究 第6輯〉、1938年5月。 NCID BA75587084。全国書誌番号:47007756。
  - 『独習実用 西蔵文典』（補再版）平楽寺書店、1940年9月。 NCID BA71943325。全国書誌番号:49013700。
- 『皇軍慰問生死一如の道』城端黙働会、1937年9月。全国書誌番号:90090099。
- 『根本仏教縁起観及生命実相論』石尾すが、1967年9月。 NCID BN15301538。全国書誌番号:91006397。
- 『于闐国仏教史の研究』国書刊行会、1974年6月。 NCID BN10786622。全国書誌番号:73001585。
- 横地祥原 編『蔵蒙旅日記』芙蓉書房、1974年1月。 NCID BN02748195。全国書誌番号:73004827。
- 石尾すが 編『根本仏教永遠の生命』城端黙働会富山支部、1989年。 NCID BB00055615。全国書誌番号:90015244。

### 編集
- 『黙働の光 無声の招喚』丁子屋書店、1937年1月。 NCID BA65922058。全国書誌番号:44035786。

### 翻訳
- 『西蔵古代神話 十万白竜』帝国出版協会、1906年3月。 NCID BN12733398。全国書誌番号:40042604。
  - 『西蔵古代神話 十万白竜』うしお書店、1906年3月。 NCID BN12733398。全国書誌番号:20402881。
- 『西蔵文世親造唯識論 附・行の哲学十二因縁論』内外出版、1923年2月。全国書誌番号:43036751。
- 『西蔵伝訳仏所行讃』 上中下巻、世界文庫刊行会〈世界文庫〉、1924年11月。 NCID BA76583001。全国書誌番号:43040956。
- ターラナータ゚『ターラナータ゚印度仏教史』丙午出版社〈西蔵伝仏典訳註仏教研究 第1輯〉、1928年5月。 NCID BA36875420。全国書誌番号:47006776。
  - ターラナータ゚『印度仏教史』（復刻版）国書刊行会〈西蔵伝仏典訳註仏教研究 第1輯〉、1974年2月。 NCID BN06565674。全国書誌番号:74009873。
- 『仏説無量寿経・仏説阿弥陀経 蔵漢和三訳対校』丙午出版社〈西蔵伝仏典訳註仏教研究 第2輯〉、1928年5月。 NCID BA35993341。全国書誌番号:47006777。
  - 『仏説無量寿経・仏説阿弥陀経 蔵漢和三訳対校』（復刻版）国書刊行会〈西蔵伝仏典訳註仏教研究 第2輯〉、1981年4月。 NCID BB05268861。全国書誌番号:81026157。
- 『梵蔵漢和四訳対照 唯識三十論疏』聖典語学社〈西蔵伝仏典訳註仏教研究 第3輯〉、1933年5月。 NCID BA64838116。全国書誌番号:47006778。
  - 『梵蔵漢和四訳対照 唯識三十論疏』（復刻版）国書刊行会〈西蔵伝仏典訳註仏教研究 第3輯〉、1977年6月。 NCID BN09048919。全国書誌番号:77010977。
- 『梵漢独対校西蔵文和訳 龍樹造・中論無畏疏』大東出版社〈西蔵伝仏典訳註仏教研究 第5輯〉、1937年5月。 NCID BA62491084。全国書誌番号:46064153。
  - 『梵漢独対校西蔵文和訳 龍樹造・中論無畏疏』（復刻版）大東出版社〈西蔵伝仏典訳註仏教研究 第5輯〉、1974年2月。 NCID BN09048169。全国書誌番号:74010824。

### 共編訳註
- 『蔵漢和三訳対校 異部宗輪論・異部宗精釈・異部説集』寺本婉雅・平松友嗣共編訳註、黙働社、1935年5月。 NCID BA47920367。全国書誌番号:46090454。
  - 『蔵漢和三訳対校 異部宗輪論・異部宗精釈・異部説集』寺本婉雅・平松友嗣共編訳註（復刻版）、国書刊行会、1974年6月。 NCID BN09047224。全国書誌番号:74006763。

### 寺本婉雅著作選集
- 金子民雄 編『十万白龍』横地祥原監修、うしお書店〈寺本婉雅著作選集 第1巻〉、2003年1月。 NCID BA60678539。全国書誌番号:20402881。
- 金子民雄 編『西蔵伝訳仏所行讃』横地祥原監修、うしお書店〈寺本婉雅著作選集 第2巻〉、2004年2月。 NCID BA66591590。全国書誌番号:20552785。
- 金子民雄 編『于闐国史』横地祥原監修、うしお書店〈寺本婉雅著作選集 第3巻〉、2005年1月。 NCID BA70697041。
- 金子民雄 編『西蔵語文法』横地祥原監修、うしお書店〈寺本婉雅著作選集 第4巻〉、2005年9月。 NCID BA73598567。全国書誌番号:20886216。
- 金子民雄 編『印度仏教史』横地祥原監修、うしお書店〈寺本婉雅著作選集 第5巻〉、2004年9月。 NCID BA69162932。全国書誌番号:20671837。